# بيتر براون (منافس ألعاب قوى)
بيتر براون (بالهولندية: Pieter Braun)‏ هو منافس ألعاب قوى هولندي، ولد في 21 يناير 1993 في Terheijden ‏ في هولندا.

## وصلات خارجية
- بيتر براون على موقع الاتحاد الدولي لألعاب القوى (الإنجليزية)
- بيتر براون على موقع الاتحاد الأوروبي لألعاب القوى (الإنجليزية)
- بيتر براون على موقع اللجنة الأولمبية الدولية (الإنجليزية)
- بيتر براون على موقع أوليمبيديا (الإنجليزية)
- بيتر براون على موقع تيم أن.أل (الهولندية)